# شهرداری پوکانسی
شهرداری پوکانسی (به لاتین: Municipality of Puconci) یک منطقهٔ مسکونی در اسلوونی است که در اسلوونی واقع شده‌است. شهرداری پوکانسی ۱۰۸٫۰ کیلومتر مربع مساحت و ۵٬۹۱۷ نفر جمعیت دارد.